# Volodymyr Mazorchuk
Volodymyr Mazorchuk, född 1972 i Sovjetunionen (Ukraina), är professor i matematik vid Uppsala universitet med algebra som forskningsområde.
Mazorchuk disputerade 1996 vid Kievs universitet på avhandlingen Structure of Generalized Verma Modules med Jurij Drozd(en) som handledare. 2011 tilldelades han Edlundska priset ”för hans viktiga och internationellt uppmärksammade insatser inom algebran, speciellt representationsteorin för Liealgebror”. År 2016 mottog han Göran Gustafssonpriset i matematik.